# Gare de Cercy-la-Tour
La gare de Cercy-la-Tour est une gare ferroviaire française des lignes de Nevers à Chagny et de Clamecy à Gilly-sur-Loire (seule la section de Clamecy à Cercy-la-Tour est en service), située sur le territoire de la commune de Cercy-la-Tour, dans le département de la Nièvre en région Bourgogne-Franche-Comté. 
Elle est mise en service en 1866 par la Compagnie des chemins de fer de Paris à Lyon et à la Méditerranée (PLM).
C'est une gare de la Société nationale des chemins de fer français (SNCF), desservie par des trains TER Bourgogne-Franche-Comté.

## Situation ferroviaire
Établie à 201 mètres d'altitude, la gare de bifurcation de Cercy-la-Tour est située au point kilométrique (PK) 52,376 de la ligne de Nevers à Chagny entre les gares ouvertes de Decize et de Luzy. En direction de Decize, s'intercalent la gare fermée de Verneuil, et en direction de Luzy, s'intercalent les gares fermées de Fours, Rémilly - Saint-Honoré-les-Bains et Avrée.
Elle est également située au PK 310,759, de la ligne de Clamecy à Gilly-sur-Loire, entre la gare ouverte de Corbigny et la limite de déclassement. Seule la section de Clamecy à Cercy-la-Tour est en service.
Elle est équipée de deux quais : le quai « 1 » dispose d'une longueur utile de 194 m pour la voie « 1 » et le quai « 2 » d'une longueur utile de 201 m pour la voie « 2 ».

## Histoire
La gare de Cercy-la-Tour, terminus provisoire, est mise en service le 11 juin 1866 par la Compagnie des chemins de fer de Paris à Lyon et à la Méditerranée (PLM), lorsqu'elle ouvre à l'exploitation les 52 km de la voie unique de la section de Nevers à Cercy-la-Tour, de sa ligne de Nevers à Chagny
Elle devient une gare de passage le 16 septembre 1867, lorsque la Compagnie du PLM ouvre à l'exploitation la section suivante de Cercy-la-Tour à Montchanin.
Elle devient une gare de bifurcation le 24 juin 1878, lors de la mise en service, par la Compagnie PLM, du chemin de fer de Clamecy à Cercy-la-Tour. Cette ligne est ensuite prolongée de Cercy-la-Tour à Gilly-sur-Loire le 19 juin 1884.
Faute de clients, le guichet ferme en 2019.

## Service des voyageurs

### Accueil
Gare SNCF, elle dispose d'un bâtiment voyageurs, avec guichet et salle d'attente, ouvert tous les jours. Le guichet est fermé les samedi, dimanche et fêtes. Elle est équipée d'automates pour l'achat de titres de transport TER.

### Desserte
Cercy-la-Tour est desservie par des trains TER Bourgogne-Franche-Comté de la relation de Nevers à Dijon-Ville.

### Intermodalité
Un parc pour les vélos et un parking pour les véhicules y sont aménagés.
Elle est desservie par des lignes routières, à tarification SNCF, en complément ou remplacement des liaisons ferroviaires : de Nevers à Cercy-la-Tour, de Nevers à Decize, de Nevers ou Decize à Luzy.